# Формула-1 — Чемпіонат 1995
Формула-1 1995 року — сезон чемпіонату світу з автоперегонів у класі Формула-1, який проводився під егідою FIA. Чемпіонат відбувся у період з березня по листопад та складався з 17 Гран-прі. Сезон розпочався на Гран-прі Бразилії 26 березня та закінчився на Гран-прі Австралії 12 листопада. Міхаель Шумахер здобув свій другий титул із семи, а його команда Benetton-Renault виборола Кубок конструкторів.

## Команди та пілоти
Наступні команди та пілоти брали участь у Чемпіонаті світу 1995 року. Постачальник шин для всіх команд — Goodyear.
| Команда                     | Конструктор        | Шасі                   | Двигун                     | №  | Пілот                  | Гран-прі       |
| --------------------------- | ------------------ | ---------------------- | -------------------------- | -- | ---------------------- | -------------- |
| Mild Seven Benetton Renault | Benetton-Renault   | B195                   | Renault RS7 3.0 V10        | 1  | Міхаель Шумахер        | Всі            |
| Mild Seven Benetton Renault | Benetton-Renault   | B195                   | Renault RS7 3.0 V10        | 2  | Джонні Герберт         | Всі            |
| Nokia Tyrrell Yamaha        | Tyrrell-Yamaha     | 023                    | Yamaha OX10C 3.0 V10       | 3  | Укіо Катаяма           | 1–13, 15–17    |
| Nokia Tyrrell Yamaha        | Tyrrell-Yamaha     | 023                    | Yamaha OX10C 3.0 V10       | 3  | Габріеле Тарквіні      | 14             |
| Nokia Tyrrell Yamaha        | Tyrrell-Yamaha     | 023                    | Yamaha OX10C 3.0 V10       | 4  | Міка Сало              | Всі            |
| Rothmans Williams Renault   | Williams-Renault   | FW17 FW17B             | Renault RS7 3.0 V10        | 5  | Деймон Гілл            | Всі            |
| Rothmans Williams Renault   | Williams-Renault   | FW17 FW17B             | Renault RS7 3.0 V10        | 6  | Девід Култгард         | Всі            |
| Marlboro McLaren Mercedes   | McLaren-Mercedes   | MP4/10 MP4/10B MP4/10C | Mercedes FO 110 3.0 V10    | 7  | Марк Бланделл          | 1–2, 5–17      |
| Marlboro McLaren Mercedes   | McLaren-Mercedes   | MP4/10 MP4/10B MP4/10C | Mercedes FO 110 3.0 V10    | 7  | Найджел Менселл        | 3–4            |
| Marlboro McLaren Mercedes   | McLaren-Mercedes   | MP4/10 MP4/10B MP4/10C | Mercedes FO 110 3.0 V10    | 8  | Міка Гаккінен          | 1–14, 16–17    |
| Marlboro McLaren Mercedes   | McLaren-Mercedes   | MP4/10 MP4/10B MP4/10C | Mercedes FO 110 3.0 V10    | 8  | Ян Магнуссен           | 15             |
| Footwork Hart               | Footwork-Hart      | FA16                   | Hart 830 3.0 V8            | 9  | Джанні Морбіделлі      | 1–7, 15–17     |
| Footwork Hart               | Footwork-Hart      | FA16                   | Hart 830 3.0 V8            | 9  | Массіміліано Папіс     | 8–14           |
| Footwork Hart               | Footwork-Hart      | FA16                   | Hart 830 3.0 V8            | 10 | Такі Іноуе             | Всі            |
| MTV Simtek Ford             | Simtek-Ford        | S951                   | Ford EDB 3.0 V8            | 11 | Доменіко Ск'ятарелла   | 1–5            |
| MTV Simtek Ford             | Simtek-Ford        | S951                   | Ford EDB 3.0 V8            | 12 | Йос Ферстаппен         | 1–5            |
| Total Jordan Peugeot        | Jordan-Peugeot     | 195                    | Peugeot A10 3.0 V10        | 14 | Рубенс Баррікелло      | Всі            |
| Total Jordan Peugeot        | Jordan-Peugeot     | 195                    | Peugeot A10 3.0 V10        | 15 | Едді Ірвайн            | Всі            |
| Pacific Team Lotus          | Pacific-Ford       | PR02                   | Ford EDC 3.0 V8            | 16 | Бертран Гашо           | 1–8, 15–17     |
| Pacific Team Lotus          | Pacific-Ford       | PR02                   | Ford EDC 3.0 V8            | 16 | Джованні Лаваджі       | 9–12           |
| Pacific Team Lotus          | Pacific-Ford       | PR02                   | Ford EDC 3.0 V8            | 16 | Жан-Дені Делетраз      | 13–14          |
| Pacific Team Lotus          | Pacific-Ford       | PR02                   | Ford EDC 3.0 V8            | 17 | Андреа Монтерміні      | Всі            |
| Junior Larrousse F1         | Larrousse-Ford     | LH95                   | Ford ED 3.0 V8             | 19 | Крістоф Бушу           | Без участі     |
| Junior Larrousse F1         | Larrousse-Ford     | LH95                   | Ford ED 3.0 V8             | 20 | Ерік Бернар            | Без участі     |
| Parmalat Forti Ford         | Forti-Ford         | FG01                   | Ford EDD 3.0 V8            | 21 | Педро Дініс            | Всі            |
| Parmalat Forti Ford         | Forti-Ford         | FG01                   | Ford EDD 3.0 V8            | 22 | Роберту Морену         | Всі            |
| Minardi Scuderia Italia     | Minardi-Ford       | M195                   | Ford EDM 3.0 V8            | 23 | П'єрлуїджі Мартіні     | 1–9            |
| Minardi Scuderia Italia     | Minardi-Ford       | M195                   | Ford EDM 3.0 V8            | 23 | Педро Ламі             | 10–17          |
| Minardi Scuderia Italia     | Minardi-Ford       | M195                   | Ford EDM 3.0 V8            | 24 | Лука Бадоер            | Всі            |
| Ligier Gitanes Blondes      | Ligier-Mugen-Honda | JS41                   | Mugen-Honda MF-301 3.0 V10 | 25 | Аґурі Судзукі          | 1–3, 9, 15–16  |
| Ligier Gitanes Blondes      | Ligier-Mugen-Honda | JS41                   | Mugen-Honda MF-301 3.0 V10 | 25 | Мартін Брандл          | 4–8, 10–14, 17 |
| Ligier Gitanes Blondes      | Ligier-Mugen-Honda | JS41                   | Mugen-Honda MF-301 3.0 V10 | 26 | Олів'є Паніс           | Всі            |
| Scuderia Ferrari            | Ferrari            | 412T2                  | Ferrari 044/1 3.0 V12      | 27 | Жан Алезі              | Всі            |
| Scuderia Ferrari            | Ferrari            | 412T2                  | Ferrari 044/1 3.0 V12      | 28 | Герхард Бергер         | Всі            |
| Red Bull Sauber Ford        | Sauber-Ford        | C14                    | Ford ECA Zetec-R 3.0 V8    | 29 | Карл Вендлінгер        | 1–4, 16–17     |
| Red Bull Sauber Ford        | Sauber-Ford        | C14                    | Ford ECA Zetec-R 3.0 V8    | 29 | Жан-Крістоф Бульон     | 5–15           |
| Red Bull Sauber Ford        | Sauber-Ford        | C14                    | Ford ECA Zetec-R 3.0 V8    | 30 | Гайнц-Гаральд Френтцен | Всі            |
| Джерело:                    |                    |                        |                            |    |                        |                |

## Календар
| №        | Гран-прі                  | Траса                                  | Дата         |
| -------- | ------------------------- | -------------------------------------- | ------------ |
| 1        | Гран-прі Бразилії         | Інтерлагус, Сан-Паулу                  | 26 березня   |
| 2        | Гран-прі Аргентини        | Автодром Буенос-Айреса, Буенос-Айрес   | 9 квітня     |
| 3        | Гран-прі Сан-Марино       | Автодром Енцо та Діно Феррарі, Імола   | 30 квітня    |
| 4        | Гран-прі Іспанії          | Каталунья, Монмало                     | 14 травня    |
| 5        | Гран-прі Монако           | Міська траса Монте-Карло, Монте-Карло  | 28 травня    |
| 6        | Гран-прі Канади           | Автодром імені Жиля Вільнева, Монреаль | 11 червня    |
| 7        | Гран-прі Франції          | Невер Маньї-Кур, Маньї-Кур             | 2 липня      |
| 8        | Гран-прі Великої Британії | Автодром Сільверстоун, Сільверстоун    | 16 липня     |
| 9        | Гран-прі Німеччини        | Гоккенгаймринг, Гоккенгайм             | 30 липня     |
| 10       | Гран-прі Угорщини         | Хунгароринг, Модьород                  | 13 серпня    |
| 11       | Гран-прі Бельгії          | Спа-Франкоршам, Спа                    | 27 серпня    |
| 12       | Гран-прі Італії           | Автодром Монца, Монца                  | 10 вересня   |
| 13       | Гран-прі Португалії       | Ешторільський автодром, Ешторіл        | 24 вересня   |
| 14       | Гран-прі Європи           | Нюрбургринг, Нюрбург                   | 1 жовтня     |
| 15       | Гран-прі Тихого океану    | Міжнародна траса Окаями, Мімасака      | 22 жовтня    |
| 16       | Гран-прі Японії           | Міжнародний автодром Судзуки, Судзука  | 29 жовтня    |
| 17       | Гран-прі Австралії        | Вулична траса Аделаїди, Аделаїда       | 12 листопада |
| Джерело: |                           |                                        |              |

### Зміни в календарі
- Гран-прі Аргентини  повернулося після 14-річної відсутності. Спершу повернення було заплановане на 1994 рік, але його скасували через те, що на автодромі Буенос-Айреса, який проходив модернізацію з 1991 року, ще тривали роботи.

- Гран-прі Тихого океану спочатку мало відбутися 16 квітня, але було перенесено на 22 жовтня через наслідки великого землетрусу, що стався в Японії на початку 1995 року.

- Гран-прі Іспанії та Гран-прі Монако помінялися місцями в календарі.

- Гран-прі Європи було перенесено з Хереса на Нюрбургринг. Це стало першою гонкою Формули-1 на Нюрбургринзі з 1985 року.

## Результати та положення в заліках

### Гран-прі
| №        | Гран-прі                  | Поул-позиція    | Швидке коло     | Переможець      | Конструктор      | Звіт |
| -------- | ------------------------- | --------------- | --------------- | --------------- | ---------------- | ---- |
| 1        | Гран-прі Бразилії         | Деймон Гілл     | Міхаель Шумахер | Міхаель Шумахер | Benetton-Renault | Звіт |
| 2        | Гран-прі Аргентини        | Девід Култгард  | Міхаель Шумахер | Деймон Гілл     | Williams-Renault | Звіт |
| 3        | Гран-прі Сан-Марино       | Міхаель Шумахер | Герхард Бергер  | Деймон Гілл     | Williams-Renault | Звіт |
| 4        | Гран-прі Іспанії          | Міхаель Шумахер | Деймон Гілл     | Міхаель Шумахер | Benetton-Renault | Звіт |
| 5        | Гран-прі Монако           | Деймон Гілл     | Жан Алезі       | Міхаель Шумахер | Benetton-Renault | Звіт |
| 6        | Гран-прі Канади           | Міхаель Шумахер | Міхаель Шумахер | Жан Алезі       | Ferrari          | Звіт |
| 7        | Гран-прі Франції          | Деймон Гілл     | Міхаель Шумахер | Міхаель Шумахер | Benetton-Renault | Звіт |
| 8        | Гран-прі Великої Британії | Деймон Гілл     | Деймон Гілл     | Джонні Герберт  | Benetton-Renault | Звіт |
| 9        | Гран-прі Німеччини        | Деймон Гілл     | Міхаель Шумахер | Міхаель Шумахер | Benetton-Renault | Звіт |
| 10       | Гран-прі Угорщини         | Деймон Гілл     | Деймон Гілл     | Деймон Гілл     | Williams-Renault | Звіт |
| 11       | Гран-прі Бельгії          | Герхард Бергер  | Девід Култгард  | Міхаель Шумахер | Benetton-Renault | Звіт |
| 12       | Гран-прі Італії           | Девід Култгард  | Герхард Бергер  | Джонні Герберт  | Benetton-Renault | Звіт |
| 13       | Гран-прі Португалії       | Девід Култгард  | Девід Култгард  | Девід Култгард  | Williams-Renault | Звіт |
| 14       | Гран-прі Європи           | Девід Култгард  | Міхаель Шумахер | Міхаель Шумахер | Benetton-Renault | Звіт |
| 15       | Гран-прі Тихого океану    | Девід Култгард  | Міхаель Шумахер | Міхаель Шумахер | Benetton-Renault | Звіт |
| 16       | Гран-прі Японії           | Міхаель Шумахер | Міхаель Шумахер | Міхаель Шумахер | Benetton-Renault | Звіт |
| 17       | Гран-прі Австралії        | Деймон Гілл     | Деймон Гілл     | Деймон Гілл     | Williams-Renault | Звіт |
| Джерело: |                           |                 |                 |                 |                  |      |

### Пілоти
Очки отримують перші шість пілотів.
| Позиція | 1-ша | 2-га | 3-тя | 4-та | 5-та | 6-та |
| Очки    | 10   | 6    | 4    | 3    | 2    | 1    |

| Поз.     | Пілот                  | БРА  | АРГ  | СМР  | ІСП  | МОН  | КАН  | ФРА  | ВЕЛ  | НІМ  | УГО  | БЕЛ  | ІТА  | ПОР  | ЄВР  | ТИХ  | ЯПО  | АВС  | Очки |
| -------- | ---------------------- | ---- | ---- | ---- | ---- | ---- | ---- | ---- | ---- | ---- | ---- | ---- | ---- | ---- | ---- | ---- | ---- | ---- | ---- |
| 1        | Міхаель Шумахер        | 1    | 3    | Схід | 1    | 1    | 5    | 1    | Схід | 1    | 11†  | 1    | Схід | 2    | 1    | 1    | 1    | Схід | 102  |
| 2        | Деймон Гілл            | Схід | 1    | 1    | 4    | 2    | Схід | 2    | Схід | Схід | 1    | 2    | Схід | 3    | Схід | 3    | Схід | 1    | 69   |
| 3        | Девід Култгард         | 2    | Схід | 4    | Схід | Схід | Схід | 3    | 3    | 2    | 2    | Схід | Схід | 1    | 3    | 2    | Схід | Схід | 49   |
| 4        | Джонні Герберт         | Схід | 4    | 7    | 2    | 4    | Схід | Схід | 1    | 4    | 4    | 7    | 1    | 7    | 5    | 6    | 3    | Схід | 45   |
| 5        | Жан Алезі              | 5    | 2    | 2    | Схід | Схід | 1    | 5    | 2    | Схід | Схід | Схід | Схід | 5    | 2    | 5    | Схід | Схід | 42   |
| 6        | Герхард Бергер         | 3    | 6    | 3    | 3    | 3    | 11†  | 12   | Схід | 3    | 3    | Схід | Схід | 4    | Схід | 4    | Схід | Схід | 31   |
| 7        | Міка Гаккінен          | 4    | Схід | 5    | Схід | Схід | Схід | 7    | Схід | Схід | Схід | Схід | 2    | Схід | 8    |      | 2    | НС   | 17   |
| 8        | Олів'є Паніс           | Схід | 7    | 9    | 6    | Схід | 4    | 8    | 4    | Схід | 6    | 9    | Схід | Схід | Схід | 8    | 5    | 2    | 16   |
| 9        | Гайнц-Гаральд Френтцен | Схід | 5    | 6    | 8    | 6    | Схід | 10   | 6    | Схід | 5    | 4    | 3    | 6    | Схід | 7    | 8    | Схід | 15   |
| 10       | Марк Бланделл          | 6    | Схід |      |      | 5    | Схід | 11   | 5    | Схід | Схід | 5    | 4    | 9    | Схід | 9    | 7    | 4    | 13   |
| 11       | Рубенс Баррікелло      | Схід | Схід | Схід | 7    | Схід | 2    | 6    | 11†  | Схід | 7    | 6    | Схід | 11   | 4    | Схід | Схід | Схід | 11   |
| 12       | Едді Ірвайн            | Схід | Схід | 8    | 5    | Схід | 3    | 9    | Схід | 9†   | 13†  | Схід | Схід | 10   | 6    | 11   | 4    | Схід | 10   |
| 13       | Мартін Брандл          |      |      |      | 9    | Схід | 10†  | 4    | Схід |      | Схід | 3    | Схід | 8    | 7    |      |      | Схід | 7    |
| 14       | Джанні Морбіделлі      | Схід | Схід | 13   | 11   | 9    | 6    | 14   |      |      |      |      |      |      |      | Схід | Схід | 3    | 5    |
| 15       | Міка Сало              | 7    | Схід | Схід | 10   | Схід | 7    | 15   | 8    | Схід | Схід | 8    | 5    | 13   | 10   | 12   | 6    | 5    | 5    |
| 16       | Жан-Крістоф Бульон     |      |      |      |      | 8†   | Схід | Схід | 9    | 5    | 10   | 11   | 6    | 12   | Схід | Схід |      |      | 3    |
| 17       | Аґурі Судзукі          | 8    | Схід | 11   |      |      |      |      |      | 6    |      |      |      |      |      | Схід | НС   |      | 1    |
| 18       | Педро Ламі             |      |      |      |      |      |      |      |      |      | 9    | 10   | Схід | Схід | 9    | 13   | 11   | 6    | 1    |
| 19       | П'єрлуїджі Мартіні     | НС   | Схід | 12   | 14   | 7    | Схід | Схід | 7    | Схід |      |      |      |      |      |      |      |      | 0    |
| 20       | Укіо Катаяма           | Схід | 8    | Схід | Схід | Схід | Схід | Схід | Схід | 7    | Схід | Схід | 10   | Схід |      | 14   | Схід | Схід | 0    |
| 21       | Педро Дініс            | 10   | НКЛ  | НКЛ  | Схід | 10   | Схід | Схід | Схід | Схід | Схід | 13   | 9    | 16   | 13   | 17   | Схід | 7    | 0    |
| 22       | Массіміліано Папіс     |      |      |      |      |      |      |      | Схід | Схід | Схід | Схід | 7    | Схід | 12   |      |      |      | 0    |
| 23       | Лука Бадоер            | Схід | НС   | 14   | Схід | Схід | 8    | 13   | 10   | Схід | 8    | Схід | Схід | 14   | 11   | 15   | 9    | НС   | 0    |
| 24       | Такі Іноуе             | Схід | Схід | Схід | Схід | Схід | 9    | Схід | Схід | Схід | Схід | 12   | 8    | 15   | Схід | Схід | 12   | Схід | 0    |
| 25       | Андреа Монтерміні      | 9    | Схід | Схід | НС   | ДСК  | Схід | НКЛ  | Схід | 8    | 12   | Схід | НС   | Схід | Схід | Схід | Схід | Схід | 0    |
| 26       | Бертран Гашо           | Схід | Схід | Схід | Схід | Схід | Схід | Схід | 12   |      |      |      |      |      |      | Схід | Схід | 8    | 0    |
| 27       | Доменіко Ск'ятарелла   | Схід | 9    | Схід | 15   | НС   |      |      |      |      |      |      |      |      |      |      |      |      | 0    |
| 28       | Карл Вендлінгер        | Схід | Схід | Схід | 13   |      |      |      |      |      |      |      |      |      |      |      | 10   | Схід | 0    |
| 29       | Найджел Менселл        |      |      | 10   | Схід |      |      |      |      |      |      |      |      |      |      |      |      |      | 0    |
| 30       | Ян Магнуссен           |      |      |      |      |      |      |      |      |      |      |      |      |      |      | 10   |      |      | 0    |
| 31       | Йос Ферстаппен         | Схід | Схід | Схід | 12   | НС   |      |      |      |      |      |      |      |      |      |      |      |      | 0    |
| 32       | Роберту Морену         | Схід | НКЛ  | НКЛ  | Схід | Схід | Схід | 16   | Схід | Схід | Схід | 14   | НС   | 17   | Схід | 16   | Схід | Схід | 0    |
| 33       | Габріеле Тарквіні      |      |      |      |      |      |      |      |      |      |      |      |      |      | 14   |      |      |      | 0    |
| 34       | Жан-Дені Делетраз      |      |      |      |      |      |      |      |      |      |      |      |      | Схід | 15   |      |      |      | 0    |
| —        | Джованні Лаваджі       |      |      |      |      |      |      |      |      | Схід | Схід | Схід | Схід |      |      |      |      |      | 0    |
| Поз.     | Пілот                  | БРА  | АРГ  | СМР  | ІСП  | МОН  | КАН  | ФРА  | ВЕЛ  | НІМ  | УГО  | БЕЛ  | ІТА  | ПОР  | ЄВР  | ТИХ  | ЯПО  | АВС  | Очки |
| Джерело: |                        |      |      |      |      |      |      |      |      |      |      |      |      |      |      |      |      |      |      |

| Приклад      | Опис                                                              |
| ------------ | ----------------------------------------------------------------- |
| 1            | Переможець                                                        |
| 2            | Друге місце                                                       |
| 3            | Третє місце                                                       |
| 5            | Фінішував у очковій зоні                                          |
| 12           | Фінішував поза очковою зоною                                      |
| НКЛ          | Фінішував, але не класифікований                                  |
| Схід         | Не фінішував і не класифікований                                  |
| НКВ          | Не кваліфікований                                                 |
| НПКВ         | Не передкваліфікований                                            |
| ДСК          | Дискваліфікований                                                 |
| ТТР          | Брав участь тільки в тренуваннях                                  |
| тест         | Тестер по п'ятницях (з 2003 року)                                 |
| НС           | Брав участь у Гран-прі як бойовий пілот, але не стартував у гонці |
| Т            | Травмований чи хворий                                             |
| Викл         | Виключений із протоколу                                           |
| Від          | Відмова від участі                                                |
| НТР          | Не брав участі в тренуваннях                                      |
| НПР          | Не прибув на Гран-прі                                             |
| С            | Гонка скасована                                                   |
|              | Не брав участі                                                    |
| Жирний шрифт | Поул-позиція                                                      |
| Курсив       | Швидке коло                                                       |

Примітки:
- — Пілоти, що не фінішували на Гран-прі, але були класифіковані, оскільки подолали понад 90 % дистанції.

### Конструктори
| Поз.     | Конструктор        | №  | БРА  | АРГ  | СМР  | ІСП  | МОН  | КАН  | ФРА  | ВЕЛ  | НІМ  | УГО  | БЕЛ  | ІТА  | ПОР  | ЄВР  | ТИХ  | ЯПО  | АВС  | Очки |
| -------- | ------------------ | -- | ---- | ---- | ---- | ---- | ---- | ---- | ---- | ---- | ---- | ---- | ---- | ---- | ---- | ---- | ---- | ---- | ---- | ---- |
| 1        | Benetton-Renault   | 1  | 1    | 3    | Схід | 1    | 1    | 5    | 1    | Схід | 1    | 11†  | 1    | Схід | 2    | 1    | 1    | 1    | Схід | 137  |
| 1        | Benetton-Renault   | 2  | Схід | 4    | 7    | 2    | 4    | Схід | Схід | 1    | 4    | 4    | 7    | 1    | 7    | 5    | 6    | 3    | Схід | 137  |
| 2        | Williams-Renault   | 5  | Схід | 1    | 1    | 4    | 2    | Схід | 2    | Схід | Схід | 1    | 2    | Схід | 3    | Схід | 3    | Схід | 1    | 112  |
| 2        | Williams-Renault   | 6  | 2    | Схід | 4    | Схід | Схід | Схід | 3    | 3    | 2    | 2    | Схід | Схід | 1    | 3    | 2    | Схід | Схід | 112  |
| 3        | Ferrari            | 27 | 5    | 2    | 2    | Схід | Схід | 1    | 5    | 2    | Схід | Схід | Схід | Схід | 5    | 2    | 5    | Схід | Схід | 73   |
| 3        | Ferrari            | 28 | 3    | 6    | 3    | 3    | 3    | 11†  | 12   | Схід | 3    | 3    | Схід | Схід | 4    | Схід | 4    | Схід | Схід | 73   |
| 4        | McLaren-Mercedes   | 7  | 6    | Схід | 10   | Схід | 5    | Схід | 11   | 5    | Схід | Схід | 5    | 4    | 9    | Схід | 9    | 7    | 4    | 30   |
| 4        | McLaren-Mercedes   | 8  | 4    | Схід | 5    | Схід | Схід | Схід | 7    | Схід | Схід | Схід | Схід | 2    | Схід | 8    | 10   | 2    | НС   | 30   |
| 5        | Ligier-Mugen-Honda | 25 | 8    | Схід | 11   | 9    | Схід | 10†  | 4    | Схід | 6    | Схід | 3    | Схід | 8    | 7    | Схід | НС   | Схід | 24   |
| 5        | Ligier-Mugen-Honda | 26 | Схід | 7    | 9    | 6    | Схід | 4    | 8    | 4    | Схід | 6    | 9    | Схід | Схід | Схід | 8    | 5    | 2    | 24   |
| 6        | Jordan-Peugeot     | 14 | Схід | Схід | Схід | 7    | Схід | 2    | 6    | 11†  | Схід | 7    | 6    | Схід | 11   | 4    | Схід | Схід | Схід | 21   |
| 6        | Jordan-Peugeot     | 15 | Схід | Схід | 8    | 5    | Схід | 3    | 9    | Схід | 9†   | 13†  | Схід | Схід | 10   | 6    | 11   | 4    | Схід | 21   |
| 7        | Sauber-Ford        | 29 | Схід | Схід | Схід | 13   | 8†   | Схід | Схід | 9    | 5    | 10   | 11   | 6    | 12   | Схід | Схід | 10   | Схід | 18   |
| 7        | Sauber-Ford        | 30 | Схід | 5    | 6    | 8    | 6    | Схід | 10   | 6    | Схід | 5    | 4    | 3    | 6    | Схід | 7    | 8    | Схід | 18   |
| 8        | Footwork-Hart      | 9  | Схід | Схід | 13   | 11   | 9    | 6    | 14   | Схід | Схід | Схід | Схід | 7    | Схід | 12   | Схід | Схід | 3    | 5    |
| 8        | Footwork-Hart      | 10 | Схід | Схід | Схід | Схід | Схід | 9    | Схід | Схід | Схід | Схід | 12   | 8    | 15   | Схід | Схід | 12   | Схід | 5    |
| 9        | Tyrrell-Yamaha     | 3  | Схід | 8    | Схід | Схід | Схід | Схід | Схід | Схід | 7    | Схід | Схід | 10   | Схід | 14   | 14   | Схід | Схід | 5    |
| 9        | Tyrrell-Yamaha     | 4  | 7    | Схід | Схід | 10   | Схід | 7    | 15   | 8    | Схід | Схід | 8    | 5    | 13   | 10   | 12   | 6    | 5    | 5    |
| 10       | Minardi-Ford       | 23 | НС   | Схід | 12   | 14   | 7    | Схід | Схід | 7    | Схід | 9    | 10   | Схід | Схід | 9    | 13   | 11   | 6    | 1    |
| 10       | Minardi-Ford       | 24 | Схід | НС   | 14   | Схід | Схід | 8    | 13   | 10   | Схід | 8    | Схід | Схід | 14   | 11   | 15   | 9    | НС   | 1    |
| 11       | Forti-Ford         | 21 | 10   | НКЛ  | НКЛ  | Схід | 10   | Схід | Схід | Схід | Схід | Схід | 13   | 9    | 16   | 13   | 17   | Схід | 7    | 0    |
| 11       | Forti-Ford         | 22 | Схід | НКЛ  | НКЛ  | Схід | Схід | Схід | 16   | Схід | Схід | Схід | 14   | Схід | 17   | Схід | 16   | Схід | Схід | 0    |
| 12       | Pacific-Ford       | 16 | Схід | Схід | Схід | Схід | Схід | Схід | Схід | 12   | Схід | Схід | Схід | Схід | Схід | 15   | Схід | Схід | 8    | 0    |
| 12       | Pacific-Ford       | 17 | 9    | Схід | Схід | НС   | ДСК  | Схід | НКЛ  | Схід | 8    | 12   | Схід | Схід | Схід | Схід | Схід | Схід | Схід | 0    |
| 13       | Simtek-Ford        | 11 | Схід | 9    | Схід | 15   | НС   |      |      |      |      |      |      |      |      |      |      |      |      | 0    |
| 13       | Simtek-Ford        | 12 | Схід | Схід | Схід | 12   | НС   |      |      |      |      |      |      |      |      |      |      |      |      | 0    |
| Поз.     | Конструктор        | №  | БРА  | АРГ  | СМР  | ІСП  | МОН  | КАН  | ФРА  | ВЕЛ  | НІМ  | УГО  | БЕЛ  | ІТА  | ПОР  | ЄВР  | ТИХ  | ЯПО  | АВС  | Очки |
| Джерело: |                    |    |      |      |      |      |      |      |      |      |      |      |      |      |      |      |      |      |      |      |

| Приклад      | Опис                                                              |
| ------------ | ----------------------------------------------------------------- |
| 1            | Переможець                                                        |
| 2            | Друге місце                                                       |
| 3            | Третє місце                                                       |
| 5            | Фінішував у очковій зоні                                          |
| 12           | Фінішував поза очковою зоною                                      |
| НКЛ          | Фінішував, але не класифікований                                  |
| Схід         | Не фінішував і не класифікований                                  |
| НКВ          | Не кваліфікований                                                 |
| НПКВ         | Не передкваліфікований                                            |
| ДСК          | Дискваліфікований                                                 |
| ТТР          | Брав участь тільки в тренуваннях                                  |
| тест         | Тестер по п'ятницях (з 2003 року)                                 |
| НС           | Брав участь у Гран-прі як бойовий пілот, але не стартував у гонці |
| Т            | Травмований чи хворий                                             |
| Викл         | Виключений із протоколу                                           |
| Від          | Відмова від участі                                                |
| НТР          | Не брав участі в тренуваннях                                      |
| НПР          | Не прибув на Гран-прі                                             |
| С            | Гонка скасована                                                   |
|              | Не брав участі                                                    |
| Жирний шрифт | Поул-позиція                                                      |
| Курсив       | Швидке коло                                                       |

Примітки:
- — Пілоти, що не фінішували на Гран-прі, але були класифіковані, оскільки подолали понад 90 % дистанції.

### Результати змагань поза чемпіонатом
Сезон 1995 року також включав одне змагання, що не зараховувалося до Чемпіонату світу — Indoor Trophy Формули-1 на Болонському автосалоні.
| Гонка                   | Місце                | Дата        | Переможець  | Конструктор | Звіт |
| ----------------------- | -------------------- | ----------- | ----------- | ----------- | ---- |
| Indoor Trophy Формули-1 | Болонський автосалон | 7, 8 грудня | Лука Бадоер | Minardi     | Звіт |

## Посилання

Портал:Формула-1

## Виноски
1. ↑  Команда Simtek покинула чемпіонат після Гран-прі Монако.
2. ↑  Незважаючи на те, що команда Larrousse була внесена до списку учасників, вона не взяла участі в жодній гонці.
3. ↑  Гран-прі Тихого океану спочатку мало відбутися 16 квітня, але було перенесено на 22 жовтня через наслідки великого землетрусу, що стався в Японії на початку 1995 року.
4. 1 2 3 4  Загалом Benetton набрали 147 очок, а Williams — 118, але жодна команда не отримала конструкторських очок за перемогу Шумахера чи друге місце Култгарда в Бразилії, оскільки обидві команди були звинувачені в використанні нелегального пального.